# کف‌رو
به پستاندارانی مانند انسان که بر روی استخوان‌های کف پا راه می‌روند کف‌رو (به انگلیسی: Plantigrade) می‌گویند. فرهنگستان زبان فارسی (فرهنگستان قدیم) برای این دسته از جانوران نام کف‌روان را برگزید.
به پستاندارانی که بر روی پنجه‌ها حرکت می‌کنند پنجه‌رو و به آن دسته از جانوران که بر روی نوک انگشتان جابجا می‌شوند سم‌رو گفته می‌شود.
از دیگر پستانداران کف‌رو می‌توان از راکون (گونه‌ای خرسک آمریکایی)، صاریغ، خرس، خرگوش، موش، راسو و جوجه‌تیغی نام برد.